# Panteão eslavo
Panteão da Mitologia eslava, suas divindades, espíritos e criaturas mitológicas.

## Divindades

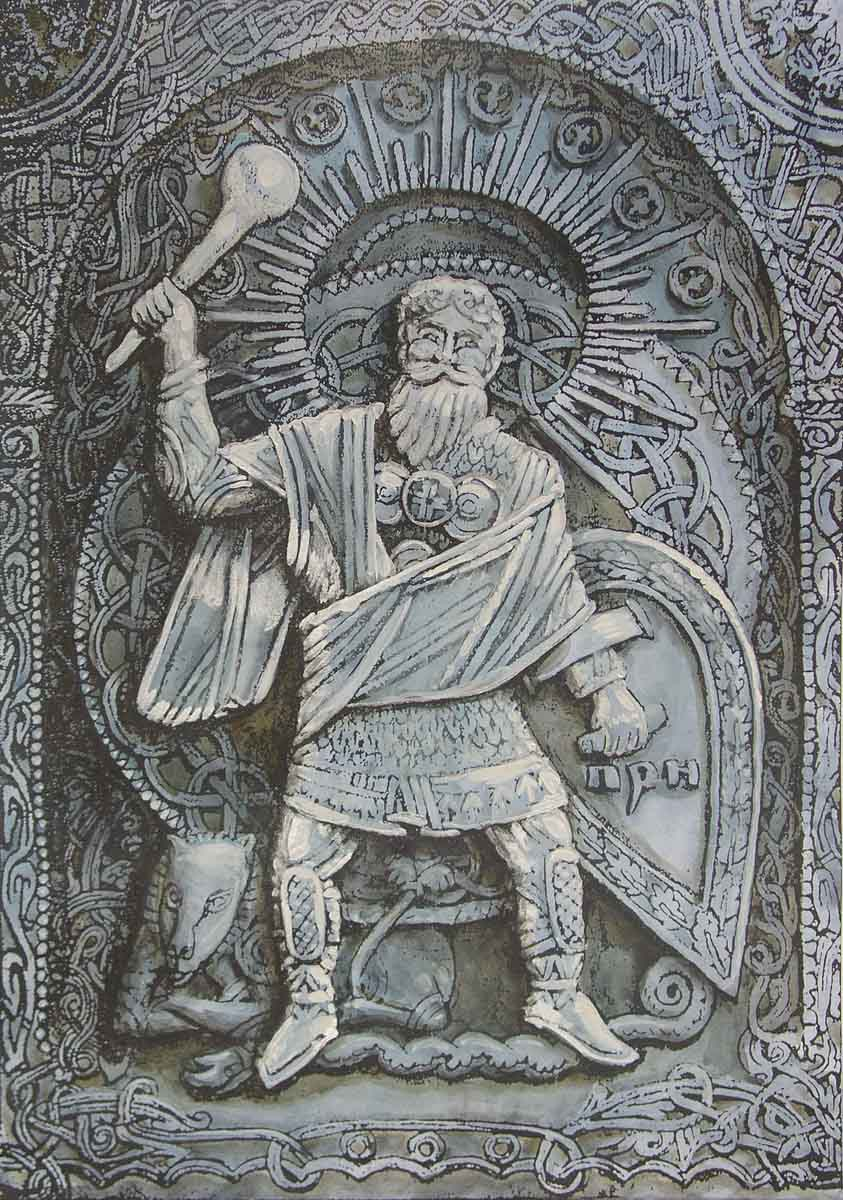
Perun – deus do trovão e dos raios

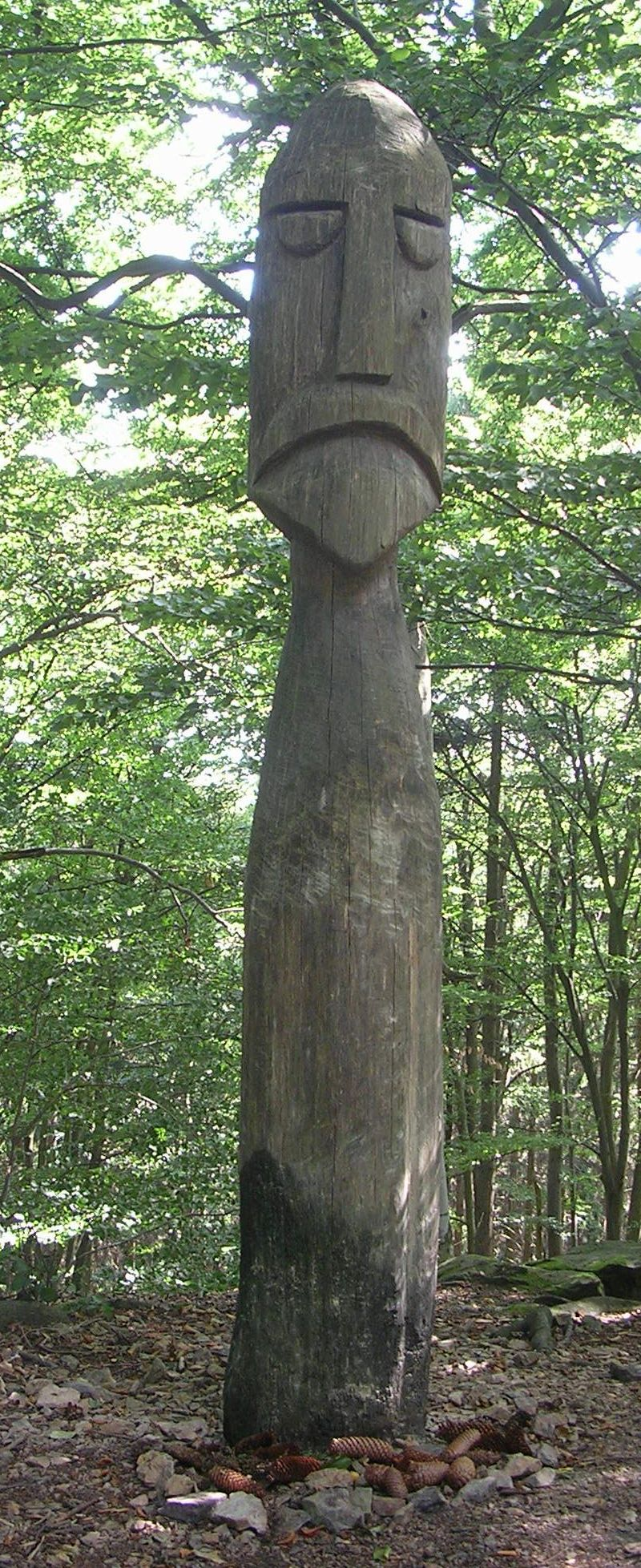
Veles – deus da terra, águas e mundo inferior

### Deuses maiores
- Dajbog - Deus do sol, possivelmente, um herói cultural, fonte de riqueza e de poder
- Jarilo - Deus da fertilidade e da primavera; também associado a colheitas. Associado às "pysanky".
- Lada - Deusa do amor e do casamento, verão e beleza, de acordo com alguns, a deusa suprema
- Lelya - Deusa da primavera e do amor
- Marzanna ou Morana- Deusa do Inverno, da feitiçaria e da morte
- Perun - Deus do trovão e relâmpagos, também é adorado como deus supremo.
- Rod – Deus do nascimento, criador de tudo existente. Supremo deus, de acordo com algumas teorias
- Svarog - Deus dos Céus e às vezes associado ao fogo e metalurgia. Pai de Dažbog e Svarožič.
- Svetovid - Deus da guerra, fertilidade e da abundância; representado com quatro faces
- Triglav  – Deus da guerra, tem três cabeças
- Veles - Deus da terra, do gado, das águas, da magia e do Mundo Inferior; deus dicotômico de Perun
- Zaria ou Zosia- Deusa da beleza
- Živa - Deusa do amor e da fertilidade
- Zorya - Duas deusas guardião que representam as estrelas da manhã e da noite; guardam Simargl

### Outros deuses
- Belobog - Deus Branco; talvez o deus da luz e do sol
- Berstuk – Deus do mal da mitologia Wendish e da floresta
- Chernobog – Deus negro; talvez o homólogo de Belobog
- Dodola - Deusa da chuva, às vezes acredita-se ser a esposa de Perun
- Dogoda - Espírito polonês do vento oeste, associado ao amor e gentileza
- Dziewona - Deusa virgem da caça; equivalente da deusa Diana da mitologia romana deusa ou deusa grega Ártemis
- Dzydzilelya - Deusa polonesa de amor, casamento, sexualidade e fertilidade
- Flins – Deus Wendish da morte
- Hors - Deus do sol de inverno, cura, sobrevivência, eo triunfo de saúde sobre a doença
- Ipabog – Deus da caça
- Juthrbog – Deus Wendish da lua
- Karewit – Protetor Wendish da cidade de Charenza (ilha Rügen)
- Kresnik – Deus do fogo
- Kupala – Deus da fertilidade
- Koliada - Deusa do céu, responsável pelo alvorecer
- Lada – dita Fakelore, deusa da harmonia, alegria, juventude, amor e beleza, construída por estudiosos durante a Renascença
- Marowit – Deus Wendish god dos pesadelos
- Marzyana – Deusa polonesa dos grãos
- Matka Gabia - Deusa polonesa da casa e lareira
- Mokosh - Deusa conectada com atividades femininas, tais como corte, fiação e tecelagem
- Myesyats - Deus da lua
- Oynyena Maria - Deusa polonesa do fogo; auxilia Perun
- Oźwiena – Deusa do eco, das fofocas, fama e glória
- Peklenc - Deus do mundo subterrâneo e um juiz divino
- Percunatel - Deusa polonês, talvez a mãe de Perun
- Pereplut - Deusa da bebida e da mudança de sorte
- Podaga - Deus Wendish do tempo , pesca, caça e agricultura
- Porewit – Deus dos bosques;e protegiam viajantes perdidos e puniam aqueles que maltratavam a floresta
- Radegast - Possivelmente, deus da hospitalidade, fertilidade e colheitas
- Rugiewit - Personificação local de Perun, adorado pelos membros da tribo eslava Rani em Charenza
- Siebog - Deus de amor e casamento; consorte de Živa
- Siliniez - Deus polonês das florestas para quem musgo era sagrado
- Stribog - Deus e espírito do vento, do céu e do ar
- Sudice - Parcas da mitologia polonesa, que previam fortuna, destino, julgamento e, em alguns casos, fatalidade , quando uma criança nascia
- Sudz – Deus polonês do destino e da glória
- Tawals – Deus que traz bençãos dos prados e campos
- Varpulis – Deus dos ventos das tempestades, companheiro de Perun
- Vesna – Deusa da primavera e da natureza
- Zemyna – Deusa da terra
- Zirnitra – Deus dragão da bruxaria
- Zislbog - Deusa Wendish da lua; também conhecida como Kricco, a deusa das sementes
- Żywie - Deusa da saúde e cura

## Espíritos e demônios
- Ala – Demônios do mau tempo
- Baba Yaga – Personagem como uma bruxa que devora crianças pequenas e que se apoia em  pés de galinha.
- Bagiennik - Demônios aquáticos que viviam em lagos e rios
- Bannik - espírito de banhos públicos com capacidade de prever o futuro
- Bies - Espírito maligno
- Blud - espírito do mal que causa desorientação
- Boginki - Espíritos poloneses que roubamr bebês e os substituem por Odmieńce
- Dola - Espíritos protetores que encarnam o destino humano
- Domovoi - Espírito doméstico
- Drekavac - Criatura oriunda da alma de um de criança morta antes do batismo
- Germano - Espírito masculino associado com chuva e granizo
- Kikimora - Espírito feminino familiar, casada com Domovoi
- Koschei - Ser maligno que não pode ser morto porque sua alma está escondido separada de seu corpo
- Leshy - Espíritos da floresta que protegem animais selvagens e florestas
- Likho – Ser de um único olho que concretiza mau destino e infortúnio
- Polevik - Espíritos de campo que aparecem ao meio-dia ou no amanhece
- Polunocnica - "Lady Midnight", demônio que assista crianças à noite
- Lady Midday (Pscipolnitsa) - "Lady Midday"; demònia da meia-noite que percorriam os campos e derrubavam trabalhadores com insolação
- Raróg - Criatura que se transforma em um furacão
- Rusalka - Fantasma fêmea das águas como ninfas, súcubos ou sereias como demônios que habitavam nas vias navegáveis
- Shishiga - Criatura do sexo feminino que assedia as pessoas e traz infelicidade de bêbados
- Skrzak – Goblin que voa
- Stuhać - Criatura demoníaca que vive nas montanhas
- Topielec - Espíritos malévolos de almas humanas que morreram por  afogamento
- Vampiros – Morto-vivo que se alimenta do sangue de seres vivos.
- Fadas “Vila” – Espíritos como fadas
- Vodyanoy – Espírito masculino das água
- Lobisomens – Homens lobos
- Zduhać - Homem com habilidades sobrenaturais extraordinários

## Criaturas
- Alkonost – Pássaro lendário com cabeça e seios de mulher
- Bukavac - Um monstro de seis patas com chifres retorcidos que vivia em lagos e atacava durante a noite
- Cikavac - Animal alado que cumpre os desejos de seu dono e permite que o mesmo entenda a linguagem animal
- Pássaro de Fogo - Pássaro mágico brilhante que é tanto uma bênção como portador da desgraça para seu captor
- Gamayun - Um pássaro profético com a cabeça de mulher
- Karzełek – Anão que viveu em minas e trabalhos subterrâneos , e foi um guardião de pedras preciosas , cristais e metais preciosos
- Psoglav - criatura demoníaca descrita como tendo um corpo humano com as pernas do cavalo e cabeça de cão com dentes de ferro e um único olho na testa
- Psotnik - Um elfo
- Simargl - pai de Skif , fundador do  Cítia  ; muitas vezes retratado como um grande cão com asas
- Sirin - Criatura com cabeça e seios de mulher e corpo de um pássaro
- Zmey - Uma criatura como um dragão

## Literatura
- Bonnerjea, B. A Dictionary of Superstitions and Mythology. London 1927
- Chrypinski, Anna, editor. Polish Customs. Friends of Polish Art: Detroit, MI, 1977.
- Contoski, Josepha K., editor. Treasured Polish Songs with English Translations. Polanie Publishing Co.: Minneapolis, MN, 1953.
- Estes, Clarissa Pinkola, Ph.D. Women Who Run With the Wolves. Ballantine Books: New York, 1992.
- Gimbutas, Marija. The Slavs. Preager Publishers: New York, 1971.
- Ingemann, B. S. Grundtræk til En Nord-Slavisk og Vendisk Gudelære. Copenhagen 1824.
- Knab, Sophie Hodorowicz. Polish Customs, Traditions, & Folklore. Hippocrene Books: New York, 1993.
- Knab, Sophie Hodorowicz. Polish Herbs, Flowers, and Folk Medicine. Hippocrene Books: New York, 1995.
- Krasicki, Ignacy (tr by Gerard Kapolka) Polish Fables: Bilingual. 1997
- Leland, Charles Godfrey. Gypsy Sorcery and Fortune Telling. New York: University Books, 1962
- Zajdler, Zoe. Polish Fairy Tales. Chicago, Ill: Follett Publishing, 1959
- Sekalski, Anstruther J. Old Polish Legends. 1997
- Singing Back The Sun: A Dictionary of Old Polish Customs and Beliefs, Okana, 1999
- Szyjewski, Andrzej: Slavic Religion, WAM, Kraków, 2003
- Boris Rybakov. Ancient Slavic Paganism. Moscow, 1981.
- Franjo Ledić. Mitologija Slavena — knjiga I, Zagreb, 1970. god.
- V. Belaj. Hod kroz godinu, mitska pozadina hrvatskih narodnih vjerovanja i obicaja, Golden Marketing, Zagreb 1998.